# Medardus Luca
Medardus Luca (* 12. März 1935 in Geislautern; † 17. November 2016 in Völklingen) war ein deutscher Fußballschiedsrichter.

## Leben
Lucas Mutter war Deutsche, sein Vater Italiener. Er lebte als Kind einige Jahre im Vatikan, wo sein Vater beruflich tätig war. Hauptsächlich wuchs er in Wehrden auf.
Luca spielte Fußball beim VfB Luisenthal, seinen Einstand als Schiedsrichter gab er im Dezember 1961. Ab 1965 wurde er in der Regionalliga eingesetzt, ab 1974 in der 2. Fußball-Bundesliga sowie ab 1977 in der Fußball-Bundesliga. Bis 1982 leitete er in der höchsten deutschen Spielklasse 44 Begegnungen, in der 2. Bundesliga war er in 58 Spielen als Schiedsrichter im Einsatz sowie im DFB-Pokal in neun Partien.
Luca war Schiedsrichter des Bundesliga-Spiels zwischen Werder Bremen und Arminia Bielefeld im August 1981, in dem Bielefelds Ewald Lienen bei einem Foulspiel des Bremers Norbert Siegmann der Oberschenkel aufgeschlitzt wurde. Luca verwarnte Siegmann dafür mit der Gelben Karte.
Seinen ersten internationalen Einsatz hatte Luca als Linienrichter, am 24. November 1971 im UEFA-Pokal-Spiel zwischen Rapid Wien und Juventus Turin.
Beruflich war Luca bis in die Mitte der 1960er Jahre im Bergbau tätig. Hernach war er bis zum Übertritt in die Rente als Betonbauer angestellt.